# Club Bàsquet Femení Cerdanyola
El Club Bàsquet Femení Cerdanyola (CBF Cerdanyola) és un club de basquetbol femení de Cerdanyola del Vallès, fundat l'any 1981.
Durant els primers anys, va aconseguir l'ascens a la segona divisió de la lliga estatal i a la dècada dels 1990 va jugar en categories territorials. El 2003 va ascendir a la Copa Catalunya, aconseguint dos subcampionats el 2014 i 2017, i la temporada 2018-19 va jugar a la Lliga Femenina 2. Disposa d'una escola de bàsquet i fomenta les categories de formació aconseguint, entre d'altres d'èxit, el campionat sub-21 de Barcelona i de Catalunya. Des de l'any 2004 disputa els seus partits al Parc Esportiu Municipal de Guiera.